# Kate Wilhelm
Kate Gertrude Meredith Wilhelm, född 8 juni 1928 i Toledo, Ohio, död 8 mars 2018 i Eugene, Oregon, var en amerikansk mysterie- och science fiction-författare. Hon debuterade med novellen "The Pint-Sized Genie" i tidskriften Fantastic 1958. 1963 gavs hennes första bok ut, novellsamlingen The Mile-Long Spaceship, samma år som hon romandebuterade med kriminalberättelsen More Bitter Than Death. Hon belönades 1968 med Nebulapriset för novellen The Planners, 1986 för långnovellen The Girl Who Fell Into the Sky och 1987 för novellen Forever Yours, Anna. Romanen Where Late the Sweet Birds Sang (1976) finns översatt till svenska med titeln Där en gång fåglar sjöng. Hon vann även Hugopriset. Hon var gift med science fiction-författaren Damon Knight fram tills hans död.